# Friedrich Siebert (Apotheker)

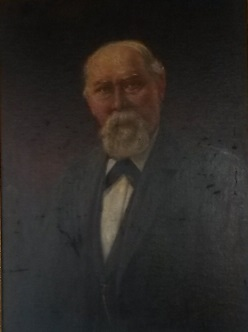
Porträt von Friedrich Siebert auf dem Hause der Landsmannschaft Hasso-Borussia Marburg

Karl Hermann Friedrich Siebert, Vornamen auch Carl Friedrich Hermann (* 5. Juli 1831 in Treysa; † 11. Mai 1918 in Marburg) war ein deutscher Apotheker, Kommunalpolitiker und Ehrenbürger der Stadt Marburg.

## Leben
Nach einer Tätigkeit als Apothekergehilfe studierte Siebert Pharmazie an der Universität Marburg, wo er 1856 das Staatsexamen ablegte. Anschließend war er als Apotheker in Fronhausen (Lahn) tätig. 1869 kaufte er die Marburger Universitäts-Apotheke „Zum Schwan“; er wurde daraufhin 1870 offiziell zum „Universitätsapotheker“ ernannt. Neben seiner Tätigkeit als Apotheker handelte Siebert mit Studienmaterial für Pharmaziestudenten. Er war in zahlreichen berufsständischen Organisationen tätig und galt in seinen alten Tagen als Nestor der deutschen Pharmazie.
Siebert engagierte sich politisch in der Nationalliberalen Partei und war viele Jahre lang in der Marburger Kommunalpolitik als Stadtverordneter, Beigeordneter und von 1884 bis 1889 sowie von 1894 bis 1904 als Vize-Bürgermeister tätig. Von 1898 bis 1904 zählte der zu den einflussreichsten Mitgliedern des Kommunallandtages in Kassel.
Er war 1856 Gründer der Marburger pharmazeutisch-naturwissenschaftlichen Vereins „Pharmacia“, der 1891 seinen Namen in Landsmannschaft Hasso-Borussia Marburg änderte und zu einer der größten deutschen Studentenverbindungen heranwuchs. Sein Sohn, der Apotheker Dr. Carl Siebert (1863–1931), war Mitbegründer des Marburger Behringwerks.
Am 10. April 1865 wurde Siebert in die Freimaurerloge Ludewig zur Treue in Gießen aufgenommen. 1871 gehörte er zu den Wiedergründern der Marburger Loge Marc Aurel zum flammenden Stern, als deren Meister vom Stuhl er viele Jahre amtierte.

## Ehrungen

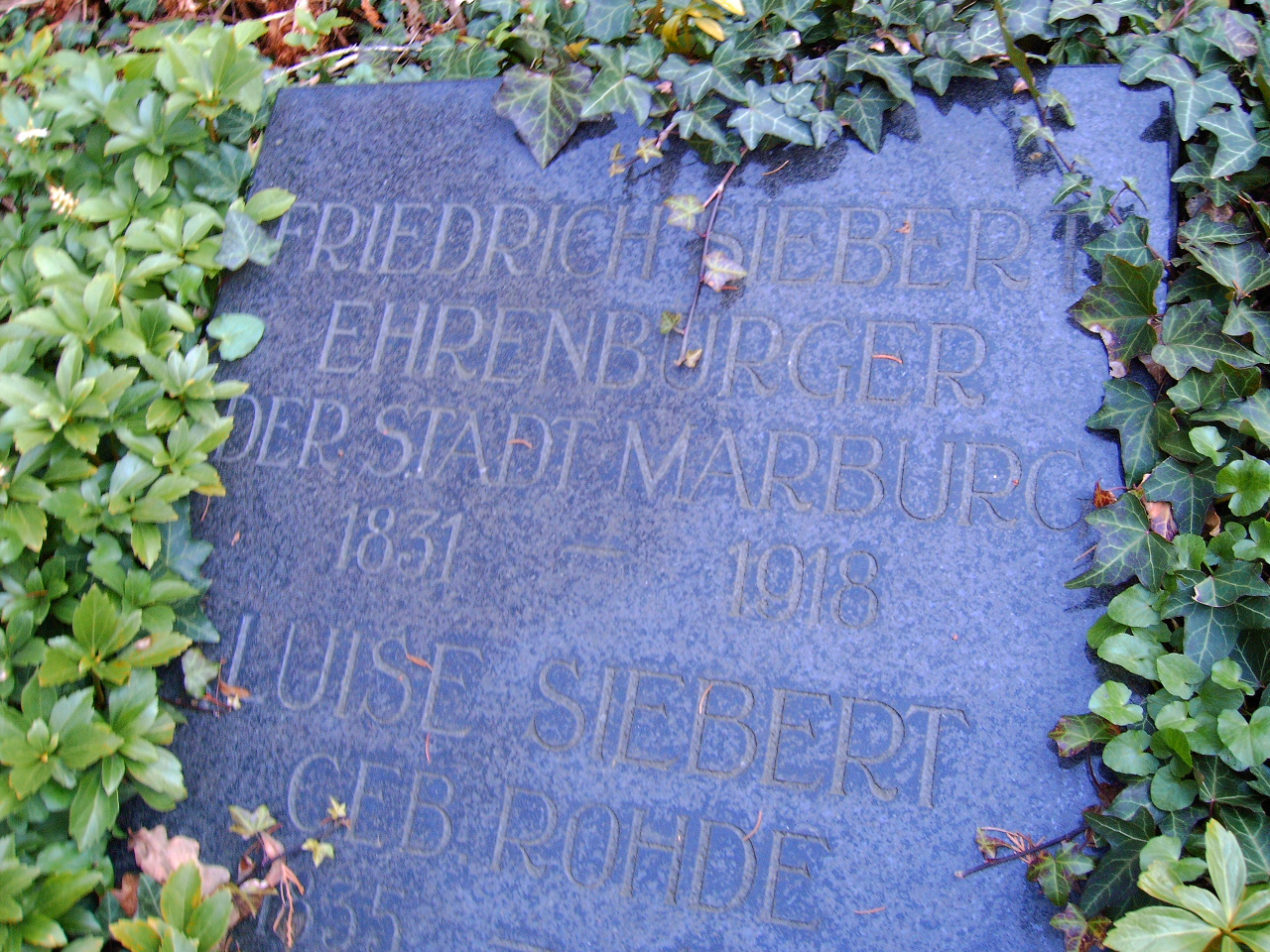
Platte auf dem Ehrengrab Friedrich Sieberts und seiner Frau

- Siebert war Träger des Roten Adlerordens 4. Klasse seit 1904 und des Preußischen Königlichen Kronenordens 3. Klasse seit 1910.[5]
- Die Stadt Marburg verlieh ihm am 5. Juli 1901 in „Anerkennung seiner Verdienste um das Aufblühen der Stadt sowie seine rege Tätigkeit auf fast allen Gebieten der kommunalen Verwaltung“ die Ehrenbürgerwürde. Sein Ehrengrab befindet sich auf dem Marburger Hauptfriedhof in der Ockershäuser Allee in der Nähe der Friedhofskapelle.[6]
- Nach ihm ist in Marburg der Friedrich-Siebert-Weg benannt.[7]